# Révolution Linux
 (janvier 2019).
Révolution Linux est une entreprise d'origine québécoise créée en 2003 œuvrant dans le domaine des logiciels Open Source. Son siège social est basé à Sherbrooke. Jusqu'en décembre 2012, l'entreprise était présente en Amérique du Nord (Canada, États-Unis) ainsi qu'en Europe et en Amérique du Sud (Brésil).  En décembre 2012, elle a été achetée en totalité par Ronald Brisebois, ancien PDG de Cognicase. Depuis elle a cédé sa place à son principal concurrent  Savoir Faire Linux et depuis peu Linagora.

## Historique
Les fondateurs ont gravité autour de l'Université de Sherbrooke. Ils voulaient faire en sorte de créer une entreprise pouvant mettre à profit les réflexions concernant la pérennité et la conservation d'un patrimoine numérique qui s'amorçaient dans les milieux branchés universitaires. Encouragés par leur première réalisation, la distribution EduLinux, ils décidèrent de fonder l'entreprise.

## Les projets de développements Open Source de Révolution Linux
- Distribution Edulinux. La première distribution de Linux faite au Québec. Première version en 2003, deuxième en 2004.
- Projet MILLE. Un grand projet visant à fournir une solution globale pour les institutions éducatives du Québec.
- MILLE-Infrastructure. Un ensemble de serveurs virtuels pour l’infrastructure technologique (middleware) prêts à l’emploi (openLDAP, cyrus-mail, cyrus-SASL, cyrus-IMAP, Samba, Squid, etc.)
- Mille-Xterm devenu LTSP-Cluster
- Colibris (Contenu LIBre pour Institutions Scolaires). Une distribution de logiciels libres pour Windows et Mac OS X
- OAPS (Produit ETL de haut niveau permettant de synchroniser les comptes des systèmes corporatifs et des services annuaires)
- OSCAR : Une suite de clustering haute performance internationale (Intel, Dell, IBM, etc.)
- SystemImager : Un logiciel pour automatiser la sauvegarde de serveurs Linux via le réseau
- SystemInstaller : Un logiciel pour automatiser l’installation de serveurs Linux via le réseau
- Kolab : Révolution Linux est responsable du paquetages pour Mandrake et dispose de son propre dépôt subversion pour l’adaptation de Kolab pour les PME.
- Mandrake : Patchs pour Firefox, packaging d’extensions, tests qualités, etc.
- Grub : Patchs pour le support du mode par défaut
- GDM : Patchs pour le démarrage et l’arrêt de machines distantes via SSH (terminaux X)
- WebForge: Produit de virtualisation de serveurs web, enrichi par des scripts permettant l'automatisation autant dans la création que dans la gestion d'une multitude de site webs.
- Module de gestion des archives pour le  GED Nuxeo, harmonisé avec les lois en vigueur au Québec.

## Les services
RLNX offre entre autres, des services de développement, d'intégration, de consultation ainsi que des logiciels d’infrastructure (programmes de sécurité, logiciel de gestion de réseau, serveurs d’applications techniques et outils de virtualisation et de stockage des données);

## Personnes clés
- Benoît des Ligneris (président)
- Serge Audet (vice-président exécutif)